# 山本雅 (女優)
山本 雅（やまもと みやび、1965年（昭和40年）12月26日 - ）は、日本の女優。税理士科目合格者。兵庫県神戸市生まれ、大阪府豊中市出身。大阪府大阪市在住　別拠点神奈川県横浜市。

## プロフィール
大阪府立北野高等学校在学中、当時朝日放送で放送中だった笑福亭鶴瓶担任の9年9組つるべ学級にレギュラー出演。
同期に久本雅美の妹・久本朋子、「9年9組」を構成していた新野新に師事、弟子となり、放送作家となった白尾城、鹿島我がいる。
弁護士・タレントで元大阪市長の橋下徹は北野高校の4年後輩。
2008年（平成20年）よりよしもとザ・ブロードキャストショウ 現在のS.A.Bカンパニーに所属する。
2009年（平成21年）12月朝丘雪路・浅利香津代・竜小太郎主演の歌舞伎ルネサンス公演 加賀見山旧錦絵若手公演で桐島を演じる。本公演の桐島を演じたのは元劇団四季の駒塚由衣。
2012年（平成24年）5月舞台ダブリンの鐘つきカビ人間　ABCホールにておさえの母（ババァ）を演じる。
2012年（平成24年）9月舞台広島電鉄 100周年記念公演　音楽劇　チンチン電車と女学生　広島国際会議場フェニックスホールに出演。
2012年（平成24年）10月舞台The Last Spirits of Swords　ABCホールにてヨハンナ（売春宿の女将）役で出演。
2013年（平成25年）4月関西屈指のアイドルグループ☆Osaka翔Gangs☆スペシャルライブ
今夜はDo Night Show「どないしょう！」【山野家の困った人々】最終回 心斎橋BIGCAT にてコントに出演。
2014年（平成26年）よしもとザ・ブロードキャストショウ 現在のS.A.Bカンパニーを退団する。
2015年（平成27年）合同会社 翔エンターティメント に移籍する。
2015年（平成27年）8月クリアファースト・合同会社 翔エンターティメント
合同ユニット　NEXT ONE　公演　【なんてたって、アイドル！？】 B.Square にてテレビ局プロデューサー役で出演。
脚本　吉村一風　原案・演出　松尾武明（CMディレクター）
舞台予告CM　
https://www.youtube.com/watch?v=g6E-Wk2-7LA&feature=player_detailpage
2015年（平成27年）12月合同会社 翔エンターティメント
ダンスパフォーマンス【Show☆Time】フラミンゴ・ジ・アルーシャ歌・ダンス・芝居
作・演出／たかはしみほ振付／JACKY
共演者：IMO*T・JACKY・Nami・豊増紗由美・稲森誠・米澤勇気・和田亜弓
2016年（平成28年）3月
OVDオリジナルビデオドラマ　　　【ショーブ！】
第12話(最終回)
【飛べ！夢の向こう側へ】　主人公玲奈のマネージャー　吉川有子（37）役出演
脚本：波流じゅん
http://ovd-shove.jimdo.com/ドラマを見る/第12話-最終回/
2016年（平成28年）
サロン・ド・ロワイヤルＰＶ
2018年（平成30年）3月　　翔エンターティメント・クリアファースト　合同ユニット　
【ちっちゃな一歩】武志の母役　B-SQUARE
原案・演出　小河久史（ＮＨＫ歴史ヒストリア等監督）
2018年（平成30年）8月～
ユニバーサル・スタジオ・ジャパン アクター詳細は非公開
| スタブアイコン | サブスタブ | この項目は、まだ閲覧者の調べものの参照としては役立たない、俳優（男優・女優）に関連した書きかけの項目です。この項目を加筆・訂正などしてくださる協力者を求めています（P:映画/PJ芸能人）。 |